# Jolly Jolly/アイロニー
「Jolly Jolly/アイロニー」（ジョリー・ジョリー/アイロニー）は、2006年11月8日にポニーキャニオンからリリースされた、JiLL-Decoy associationの2枚目のシングル。

## 収録曲
全作詞：chihiRo
1. Jolly Jolly (4:53)
  - 作曲：Jin Nakamura　編曲：Jin Nakamura・JiLL-Decoy association
  - テレビ朝日系アニメ「RED GARDEN」オープニングテーマ。
2. アイロニー (4:58)
  - 作曲：Jin Nakamura　編曲：Jin Nakamura・JiLL-Decoy association
3. bite (5:01)
  - 作曲：towada・chihiRo　編曲：JiLL-Decoy association